# Antoni Peyrí i Aulèstia
Antoni Peyrí i Aulèstia (Porrera, Priorat, 1769 - ? 1840) fou un religiós i missioner català.

## Biografia
El 1787 va ingressar a l'orde franciscà; estudià a les escoles de l'orde a Reus i Escornalbou, i el 1793 fou ordenat sacerdot a Girona. Decidí anar a fer tasca missionera a Amèrica, i el 1795 arribà a Veracruz. Després d'estar un temps al Col·legi de San Fernando a ciutat de Mèxic el 1796 fou enviat a San Francisco (Califòrnia), on primer fou encarregat de la Missió de San Luis Obispo i des de la seva fundació el 13 de juny de 1798 la Missió de San Luis Rey de Francia, que va dirigir fins al 1832.
Destacà per la seva tasca evangelitzadora (durant el seu patrocini foren batejats 5.295 amerindis) i per promoure l'autoabastiment econòmic de la Missió, que passà de posseir 162 caps de bestiar i 600 ovelles el 1798 a 26.000 caps de bestiar i 25.000 ovelles el 1831, sent la més gran i rica de tota Amèrica. La població de la missió passà de 214 neòfits el 1798 a 2.864 en 1825. Tenia quatre ranxos, San Juan, Santa Margarita, San Jacinto i Las Flores I el 1816 va decidir ampliar-la amb l'Assistència de San Antonio de Pala.
El 1826 va decidir jurar defensar la constitució mexicana i quan el 1827 intentaren expulsar els espanyols el governador de Califòrnia va intercedir per a ell. El gener 1832 deixà la missió i salpà en el vaixell Pocahontas cap a Mèxic. Va tornar al Col·legi de San Fernando de la ciutat de Mèxic amb dos indis de la missió, els luiseños Pablo Tac i Agapito Amamix, instruïts per ell al Col·legi i dels que esperava que es dediquessin a la tasca evangelitzadora. Tanmateix, quan el govern mexicà decidí l'exclaustració dels ordes monàstics el 1834 marxà de Mèxic i tornà a Porrera. No se sap exactament la data i el lloc de la seva mort.